# Magdelaine La Framboise
Pour les articles homonymes, voir La Framboise.
Magdelaine La Framboise, née Marguerite-Magdelaine Marcot était une commerçante de fourrure canadienne d’origine métisse du XIXe siècle. Elle est née en 1780 dans la région de Fort Saint-Joseph, présentement Niles dans le Michigan. Elle meurt le 4 avril 1846 sur l’île Mackinac dans le Michigan.

## Biographie
Magdelaine La Framboise est la fille d’un marchand de fourrure français québécois, Jean-Baptiste Marcot, et de Marie Neskech, elle-même fille du chef outaouais Kewinaquot. Elle parlait quatre langues (outaouais, français, anglais et ojibwé).
Elle se fit une réputation sous le nom Mme La Framboise, comme marchande de fourrure dans la région de la rivière Grand, d’abord au côté de son mari, Joseph La Framboise, épousé en 1804, puis à son compte lorsque celui-ci est tué accidentellement. Au sommet de son pouvoir, son domaine d’influence comprenait la région des Grands lacs, le Michigan et l’Huron, avec des connexions fréquentes avec Montréal. Elle faisait aussi des affaires avec sa propre sœur, Thérese Marcot (Thérese Marcot LaSaliere Schindler), elle aussi veuve d’un marchand de fourrure, qui a repris ses affaires basées à Arbre Croche. Elle était en compétition avec l’American Fur Company, avant de rejoindre son rang en 1818. Elle prend sa retraite en 1822 avec une fortune importante pour l’époque qui lui permet de se consacrer à l’éducation de sa communauté et de recevoir des personnalités dont Alexis de Tocqueville.